# Petrovice (Vysočina)
Petrovice (in tedesco Petrowitz) è un comune della Repubblica Ceca facente parte del distretto di Třebíč, nella regione di Vysočina.